# 张瑞凤
张瑞凤（1936年10月—），男，山东沂水人，中华人民共和国政治人物。

## 生平
1953年1月至1954年4月，在蒙阴坦埠完小担任教师。1954年4月至1959年8月，在沂水师范、临沂中师调干学习；1956年6月加入中国共产党。1959年8月至1960年9月临沂师范附小代理教导主任；1960年9月至1964年7月，在曲阜师范学院政治系调干学习、担任学生会主席。1964年7月至1968年8月，出任山东省委组织部三处干事；1968年8月至1969年7月，下放沂源干校劳动；1969年7月至1975年5月，任山东胜利石化总厂政工组、办公室干事、秘书、科级秘书；1975年5月至1979年3月，任山东胜利石化总厂政治部干部处副处长；1979年3月至1982年7月，任山东胜利石化总厂教育处副处长、处党委委员。1982年7月至1983年6月，担任齐鲁石化公司教育处处长、处党委副书记；1983年6月至1984年2月，任齐鲁石化公司副经理、党委副书记。1984年12月至1989年3月，任齐鲁石化公司党委书记。
1989年3月至1992年12月，任山东省人民政府副省长、省政府党组成员，省人民武装委员会副主任；1992年12月至1993年4月，任山东副省长、省政府党组成员兼山东行政学院院长，省人民武装委员会副主任；1993年4月至1998年4月，继任山东副省长、省政府党组副书记兼山东行政学院院长，省国防动员委员会副主任，省国防教育委员会副主任委员。1998年4月，在山东省第九届人民代表大会第一次会议上当选为山东省人民代表大会常务委员会副主任。